# Abderrahmane Ladgham
Abderrahmane Ladgham (arabe : عبد الرحمن الأدغم), né le 18 octobre 1947 au Bardo, est un médecin et homme politique tunisien.
Il est ministre auprès du Premier ministre, chargé des Affaires de malversation dans le gouvernement Hamadi Jebali puis dans le gouvernement Ali Larayedh.

## Biographie
Fils du militant et Premier ministre du président Habib Bourguiba, Bahi Ladgham, Abderrahmane Ladgham naît le 18 octobre 1947 dans la cité Slaheddine Bouchoucha au Bardo, banlieue ouest de Tunis, où il vit durant 25 ans. Il est marié et père de trois enfants.

### Formation
Après des études primaires et secondaires à l'annexe puis au Collège Sadiki, il obtient son baccalauréat en juin 1964, à l'âge de 17 ans.
Il entame alors des études supérieures de médecine à Tunis, Tours et enfin Paris, où il se spécialise en otorhinolaryngologie et obtient son doctorat en médecine de la faculté de Paris. Il accomplit en France plusieurs stages de spécialisation en cancérologie de la face et du cou, et en microchirurgie au laser à Berlin puis Paris.

### Carrière professionnelle
Rentré en Tunisie, il fait un passage à l'hôpital militaire de Tunis pour y accomplir son service militaire puis réussit le concours d'assistanat hospitalo-universitaire à l'Institut Salah-Azaïz (centre anticancéreux de Tunis) en décembre 1977.
Il ne quitte plus cette institution jusqu'en novembre 2007. Pendant cette période, il est chef de service de chirurgie de la face et du cou de juin 1989 à octobre 2007. Dans ce cadre, il opère plusieurs milliers de patients et développe notamment la microchirurgie laryngée au laser. Élu président du conseil de santé puis du comité médical de l'institution, de mars 1989 à octobre 2007, il est aussi fondateur et responsable, de 1993 à 2007, de l'unité de télémédecine de l'institut.
Pendant cette période, il est tour à tour maître de conférences agrégé à la faculté de médecine de Tunis en décembre 1983 et professeur de médecine en juillet 1993. Parallèlement à ses activités hospitalières, il assure les cours aux étudiants du deuxième cycle et de spécialité ORL ; il est élu par ses pairs comme directeur du département de chirurgie B et membre du conseil scientifique de la faculté de médecine de Tunis, poste qu'il occupe de juin 1993 à mai 1996.
Directeur d'études et encadreur de doctorants et de chercheurs (1977-2007), il est l'auteur et le coauteur de plus de 200 papiers communiqués et publiés lors de congrès et dans des revues de médecine nationales et internationales.
Dans ce cadre, il participe à plusieurs congrès et symposiums internationaux dans le domaine du cancer en Tunisie, au Maghreb, en Europe, en Inde, au Canada, etc. C'est ainsi, en tant que cancérologue ORL, qu'il préside plusieurs commissions du ministère de la Santé et participe au sein d'une commission nationale à l'élaboration du plan cancer 2006-2007.
Depuis 1977, il est fondateur, responsable ou membre de plusieurs sociétés savantes tunisiennes et internationales dans les domaines de la chirurgie ORL, du cancer et de la télémédecine.

### Carrière syndicale et politique
Dès son entrée en faculté, Abderrahmane Ladgham est un cadre syndical estudiantin de l'Union générale des étudiants de Tunisie (1964-1974).
Son engagement politique débute au moment de  la guerre des Six Jours de 1967 puis se renforce à la suite de l'échec en 1969 de la politique socialiste entamée en Tunisie quelques années auparavant et en 1971 de la démocratisation du pays.
Pendant ses études, il est cosignataire de plusieurs appels : en France contre l'institution de la présidence à vie pour Habib Bourguiba (mars 1975) ; en Tunisie pour la création du Conseil national des libertés dirigé par Hassib Ben Ammar et pour la fondation de la Ligue tunisienne des droits de l'homme (1977). La même année, il est membre fondateur du syndicat national des médecins hospitalo-universitaires rattaché à l'UGTT.
Pendant les élections législatives de 1981 et 1989, il est un membre actif de la commission de préparation des élections au sein du Mouvement des démocrates socialistes placé sous la direction d'Ahmed Mestiri.

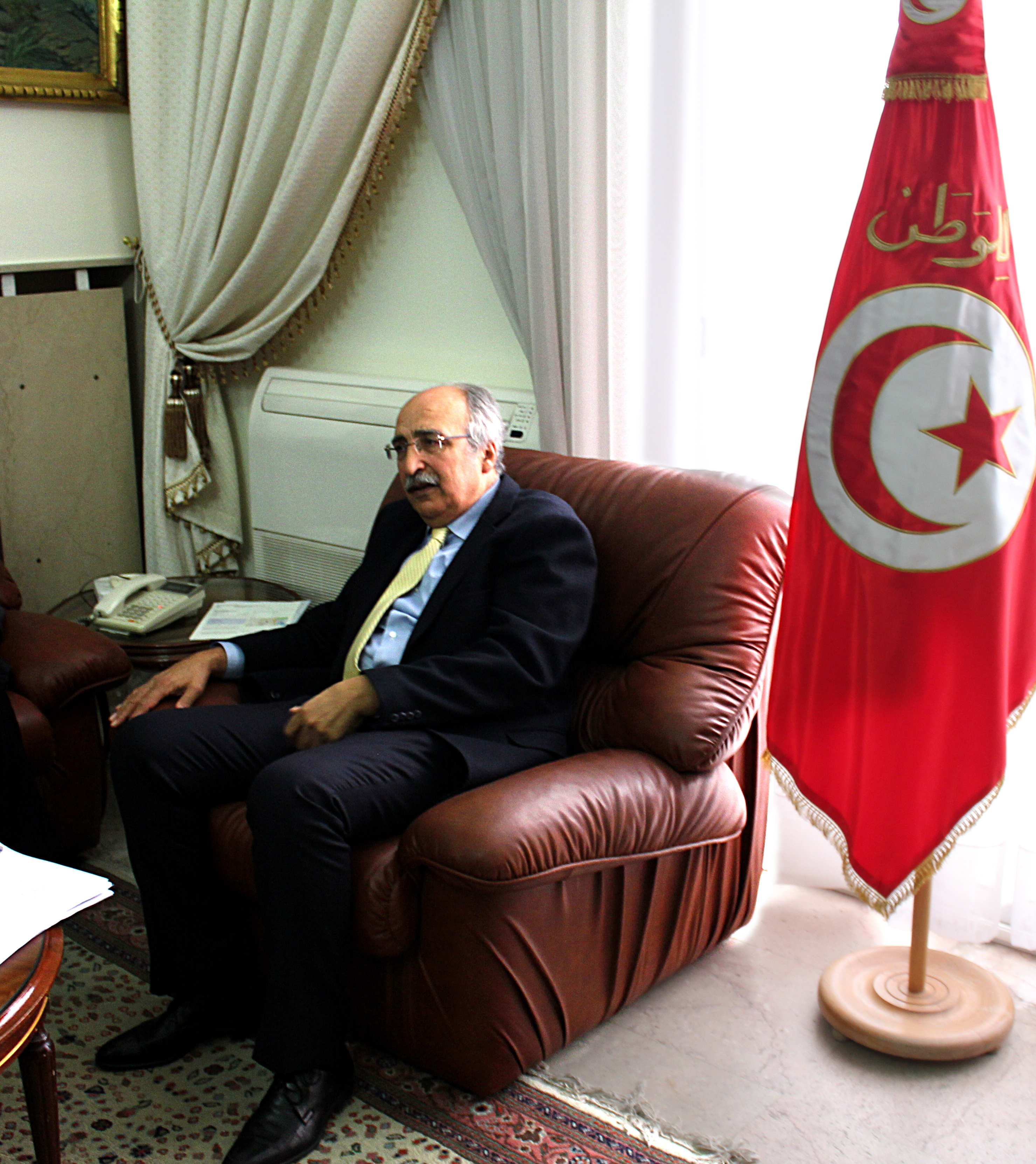
Ladgham dans son bureau à la Kasbah.

En 2002, il est signataire d'une pétition contre la possibilité d'un quatrième mandat pour le président Zine el-Abidine Ben Ali qui est toutefois réélu en 2004. Son opposition à son régime lui vaut son éloignement des postes de direction, alors qu'il se contente de garder le contact avec certains membres de la société civile et de soutenir discrètement l'opposition, particulièrement Ettakatol dont il rejoint les rangs après la révolution du 14 janvier 2011. Il est alors désigné corapporteur de la commission d'élaboration du programme et membre de la commission nationale de pilotage du parti pour l'élection de l'assemblée constituante. Candidat lui-même comme tête de liste du parti dans la circonscription de la Manouba, il est élu le 23 octobre 2011.
Le 24 décembre 2011, il devient ministre auprès du Premier ministre, chargé des Affaires de malversation, au sein du gouvernement formé par Hamadi Jebali. Il prête serment le même jour avant d'entrer en fonction le 26 décembre après la passation des pouvoirs entre le Premier ministre sortant Béji Caïd Essebsi et Jebali.
Le 7 octobre 2013, il annonce démissionner d'Ettakatol.

## Publications
Abderrahmane Ladgham porte un intérêt à l'histoire, particulièrement l'histoire du mouvement national : il participe ainsi à l'élaboration et la publication en 1990, avec l'historien Hassine Raouf Hamza, de l'ouvrage Les années décisives, reprenant la correspondance de leaders de la cause nationale (Habib Bourguiba, Salah Ben Youssef, Bahi Ladgham, Allala Belhouane, etc.) échangée entre 1952 et 1955.
Parmi ses hobbies figurent les technologies de l'information et de la communication ; il participe ainsi à l'élaboration d'un cartographie numérique de l'épidémiologie du cancer en Tunisie, à la conception de sites web amateurs et à la création d'un mini-dossier médical informatisé.